# Fuxerna-Åsbräcka församling
Fuxerna-Åsbräcka församling är en församling i Lilla Edets pastorat i Göta Älvdalens kontrakt i Göteborgs stift. Församlingen ligger i Lilla Edets kommun i Västra Götalands län.

## Administrativ historik
Församlingen bildades 2002 när Fuxerna församling och Åsbräcka församling slogs ihop, och utgjorde till 2013 ett eget pastorat. Sedan 2013 ingår församlingen i Lilla Edets pastorat bestående av denna församling, Hjärtums församling och Västerlanda församling.

## Kyrkobyggnader
- Fuxerna kyrka
- Åsbräcka kyrka